# Catalina (Covasna)
Catalina es una comuna ubicada en el distrito de Covasna, Rumania.

## Superficie
Posee una superficie de 55,10 kilómetros cuadrados.

## Demografía
Hasta 2021 la población era de 3200 habitantes, con una densidad de población de 58,08 habitantes por kilómetro cuadrado.